# Mohamed Kaba
Pour les articles homonymes, voir Kaba.
Mohamed Kaba, né en 1970, est un enseignant chercheur et homme politique guinéen.
Le 22 janvier 2022, il est nommé par décret conseiller au sein du Conseil national de la transition (CNT) de la république de Guinée en tant que représentant du parti politique Parti des démocrates pour l'espoir,,.